# تایرا نو چیکازانه
تایرا نو چیکازانه (به ژاپنی: 平 親真 Taira no Chikazane)، اینبِه نو چیکازانه (به ژاپنی: 忌部 親真)،  اودا چیکازانه (به ژاپنی: 織田 親真); ۱ ژانویهٔ ۱۲۶۰ – ۱ ژانویهٔ ۱۲۹۰) یک سامورایی اهل ژاپن بود. وی به عنوان سرخاندان خاندان اودا و خاندان تسودا شهرت دارد. پدر وی اینبه چیکازومی (斎部 忌部/親澄) و مادر وی نوهٔ تومیدا موتونوری (富田 三郎基度) بود. چیکازانه راهب و رهبر معبد تسوروگی در ولایت اچیزن بود.

## انتساب به خاندان تایرا
بنا بر یک فرضیه او نتیجهٔ تایرا نو کیوموری و نوهٔ تایرا نو شیگه‌موری و پسر تایرا نو سوکه‌موری بود. سوکه‌موری پس از نابودی و شکستِ خاندان تایرا در نبرد دان نو اورا به همراه برادر کوچکترش هاراکیری کرد. بنا بر روایت‌ها همسر وی که در این زمان باردار بود پس از مرگ سوکه‌موری، پسری بنام تایرا نو چیکازانه/ اودا چیکازانه را به دنیا آورده‌است. در شجره‌نامه‌ای که برای خاندان اودا تنظیم شده‌است، ادعا شده که اودا نوبوناگا از تبار تایرا نو چیکازانه و در نتیجه از تبار خاندان تایرا است.